# Neckarhalde (Naturschutzgebiet)
Das Naturschutzgebiet Neckarhalde liegt auf dem Gebiet der Stadt Besigheim und der Gemeinde Hessigheim im Landkreis Ludwigsburg in Baden-Württemberg.
Das Gebiet erstreckt sich südlich von Hessigheim und nordwestlich von Kleiningersheim, einem Ortsteil der Gemeinde Ingersheim, entlang des nördlich fließenden Neckars. Westlich des Gebietes verläuft die Landesstraße L 1113, östlich die Kreisstraße K 1618 und südlich die K 1619.

## Bedeutung
Das 28,1 ha große Gebiet steht seit dem 16. November 1971 unter der Kenn-Nummer 1.032 unter Naturschutz. Es handelt sich um einen steilen „Nordhang im Neckartal mit Kleebwald und Eichen-Hainbuchen-Mischwald.“ An felsigen Stellen findet sich Steppenheidewald und am Neckar üppige Auenvegetation.